# Acalolepta socia
Acalolepta socia es una especie de escarabajo longicornio del género Acalolepta, tribu Monochamini, subfamilia Lamiinae. Fue descrita científicamente por Gahan en 1888.
Se distribuye por China. Mide aproximadamente 19-21 milímetros de longitud.